# Sárgahasú nektárpitta
A sárgahasú nektárpitta vagy rövidcsőrű nektárpitta (Neodrepanis hypoxantha) a madarak osztályának verébalakúak (Passeriformes) rendjébe, a bársonypittafélék (Philepittidae) családjába tartozó faj.

## Előfordulása
Madagaszkár területén honos, párás, örökzöld erdős, inkább bozótos területeken.

## Megjelenése
Testhossza 9-10 centiméter, rövid farkú madár. A hím hasán a tollazat tiszta sárga színű. A teste felső része élénk kék színű. A tojó tollazata unalmasabb. Hosszú és görbe csőre van, ezzel könnyebben éri el a virágokban lévő nektárt.

## Életmódja
Agresszívan védi nektár forrásait egyaránt saját fajtársaitól és más fajoktól is.